# Blacqueville
Blacqueville és un municipi francès situat al departament del Sena Marítim i a la regió de Normandia. L'any 2007 tenia 595 habitants.

## Demografia

### Població
El 2007 la població de fet de Blacqueville era de 595 persones. Hi havia 212 famílies de les quals 32 eren unipersonals (16 homes vivint sols i 16 dones vivint soles), 68 parelles sense fills, 108 parelles amb fills i 4 famílies monoparentals amb fills.
La població ha evolucionat segons el següent gràfic:
Habitants censats

### Habitatges
El 2007 hi havia 231 habitatges, 216 eren l'habitatge principal de la família, 6 eren segones residències i 9 estaven desocupats. Tots els 230 habitatges eren cases. Dels 216 habitatges principals, 192 estaven ocupats pels seus propietaris, 22 estaven llogats i ocupats pels llogaters i 2 estaven cedits a títol gratuït; 3 tenien dues cambres, 17 en tenien tres, 47 en tenien quatre i 149 en tenien cinc o més. 180 habitatges disposaven pel capbaix d'una plaça de pàrquing. A 84 habitatges hi havia un automòbil i a 127 n'hi havia dos o més.

### Piràmide de població
La piràmide de població per edats i sexe el 2009 era:
| Homes | Edats   | Dones |
| ----- | ------- | ----- |
| 0     | 95 o +  | 0     |
| 0     | 90 a 94 | 0     |
| 0     | 85 a 89 | 4     |
| 0     | 80 a 84 | 0     |
| 8     | 75 a 79 | 4     |
| 0     | 70 a 74 | 16    |
| 20    | 65 a 69 | 8     |
| 4     | 60 a 64 | 12    |
| 4     | 55 a 59 | 0     |
| 36    | 50 a 54 | 24    |
| 32    | 45 a 49 | 28    |
| 12    | 40 a 44 | 28    |
| 24    | 35 a 39 | 16    |
| 20    | 30 a 34 | 16    |
| 8     | 25 a 29 | 8     |
| 24    | 20 a 24 | 12    |
| 36    | 15 a 19 | 24    |
| 12    | 10 a 14 | 32    |
| 20    | 5 a 9   | 12    |
| 8     | 0 a 4   | 12    |

## Economia
El 2007 la població en edat de treballar era de 416 persones, 307 eren actives i 109 eren inactives. De les 307 persones actives 284 estaven ocupades (157 homes i 127 dones) i 23 estaven aturades (9 homes i 14 dones). De les 109 persones inactives 42 estaven jubilades, 47 estaven estudiant i 20 estaven classificades com a «altres inactius».

### Ingressos
El 2009 a Blacqueville hi havia 218 unitats fiscals que integraven 608,5 persones, la mediana anual d'ingressos fiscals per persona era de 19.995 €.

### Activitats econòmiques
Dels 17 establiments que hi havia el 2007, 1 era d'una empresa de fabricació d'altres productes industrials, 7 d'empreses de construcció, 2 d'empreses de comerç i reparació d'automòbils, 3 d'empreses d'hostatgeria i restauració i 4 d'empreses de serveis.
Dels 5 establiments de servei als particulars que hi havia el 2009, 1 era un guixaire pintor, 3 lampisteries i 1 restaurant.
L'any 2000 a Blacqueville hi havia 25 explotacions agrícoles que ocupaven un total de 882 hectàrees.

## Equipaments sanitaris i escolars
El 2009 hi havia una escola elemental.

## Poblacions més properes
El següent diagrama mostra les poblacions més properes.